# Christian O. Erbe
Christian Otto Erbe (* 1961 in Tübingen) ist ein deutscher Unternehmer und Verbandsfunktionär. Er ist geschäftsführender Gesellschafter der Erbe Elektromedizin GmbH. Von 2022 bis 2024 war er Präsident des Baden-Württembergischen Industrie- und Handelskammertags.

## Leben

### Beruflicher Werdegang
Nach Schulabschluss und Studium in Karlsruhe und Berlin begann er 1992 seine Tätigkeit für die Erbe Elektromedizin GmbH, ein weltweit auf dem Gebiet der Medizintechnik tätiges Familienunternehmen. Hier leitete er zunächst das Osteuropageschäft des Unternehmensverbundes. 1995 wurde ihm die Verantwortung für das Nordamerikageschäft übertragen. 2003 kehrte er nach Deutschland zurück und übernahm als geschäftsführender Gesellschafter die Gesamtverantwortung für die Unternehmensgruppe in Tübingen. Er führt das Familienunternehmen in der fünften Generation.

### Verbandstätigkeit
Seit 2005 ist Erbe Mitglied der Vollversammlung der Industrie- und Handelskammer Reutlingen. Von 2005 bis 2010 leitete er das Gremium Tübingen innerhalb der IHK Reutlingen. 2008 wurde er zum Vizepräsidenten der IHK Reutlingen gewählt. Seit 2010 ist er Präsident der IHK Reutlingen. Von Oktober 2022 bis November 2024 war Erbe Präsident des Baden-Württembergischen Industrie- und Handelskammertags, wo er ab 2016 bereits als Vizepräsident aktiv war. Im März 2021 wurde er zudem in den Vorstand des Deutschen Industrie- und Handelskammertags (DIHK) gewählt.
Erbe ist seit 2014 Vorstandsvorsitzender des Fachverbands Elektromedizinische Technik innerhalb des Verbands der Elektro- und Digitalindustrie (ZVEI). Dem Vorstand des Fachverbands hatte er bereits ab 2004 angehört. Seit 2014 ist er auch Vorstandsmitglied des ZVEI.
Seit 2016 ist Erbe zudem stellvertretender Vorstandsvorsitzender der Deutschen Gesellschaft für Biomedizinische Technik innerhalb des Verbands der Elektrotechnik Elektronik Informationstechnik (VDE).

## Ehrenamtliche Tätigkeit
Seit 2009 ist Erbe als Handelsrichter am Landgericht Tübingen tätig.
Erbe ist seit 2007 Kuratoriumsvorsitzender des Max-Planck-Instituts für Biologie und des Max-Planck-Instituts für biologische Kybernetik in Tübingen. Seit 2012 ist Erbe zudem Mitglied des Stiftungsrates der Dualen Hochschule Baden-Württemberg.
Seit 2018 ist Erbe als Nachfolger von Friedrich Herzog von Württemberg Vorsitzender des Universitätsbunds der Eberhard Karls Universität Tübingen. Seit 2024 ist er zudem Vorsitzender des Hochschulrats der Hochschule Reutlingen, dem er bereits ab 2015 angehörte.

## Ehrungen und Auszeichnungen
- 2017: Wirtschaftsmedaille des Landes Baden-Württemberg
- 2024: Ehrensenator der Eberhard Karls Universität Tübingen[6]
- 2024: Reinhold-Maier-Medaille[7]